# ბ
Das Ban (ბ) ist der zweite Buchstabe des georgischen Alphabets. Der Buchstabe stellt den Laut [⁠b⁠] dar und wird im Deutschen mit dem Buchstaben B transkribiert.
Heute wird im Mchedruli-Alphabet nur noch das ბ verwendet. Im historischen Chutsuri-Alphabet gab es noch den Großbuchstaben Ⴁ; das kleingeschriebene Pendant dazu war das ⴁ.
Es war dem Zahlenwert 2 zugeordnet.

## Zeichenkodierung
Das Ban ist in Unicode an den Codepunkten U+10D1 (Mchedruli) bzw. U+10A1 (Chutsuri-Großbuchstabe) und U+2D01 (Chutsuri-Kleinbuchstabe) zu finden.